# Vernawahlshausen
Das Dorf Vernawahlshausen ist ein Ortsteil der Gemeinde Wesertal im nordhessischen Landkreis Kassel.

## Geographie
Vernawahlshausen liegt im Weserbergland zwischen dem Solling (im Norden) und dem Kiffing (Höhenzug im Süden), hinter dem sich der Bramwald (im Süden) und der Reinhardswald (im Südwesten) befindet. Die zu Niedersachsen gehörende Kleinstadt Uslar liegt etwa vier Kilometer nördlich, die Gemeinde Bodenfelde fünf Kilometer westnordwestlich, die Großstadt Göttingen 24 Kilometer ostsüdöstlich und die nordhessische Großstadt Kassel 35 Kilometer südsüdwestlich (alle Entfernungen Luftlinie).
Der Ort liegt auf 135 m ü. NHN im Tal der Schwülme, die etwa viereinhalb Kilometer westlich bei Lippoldsberg, einem der Verwaltungsstandorte der Gemeinde Wesertal, in die Weser mündet.

## Geschichte

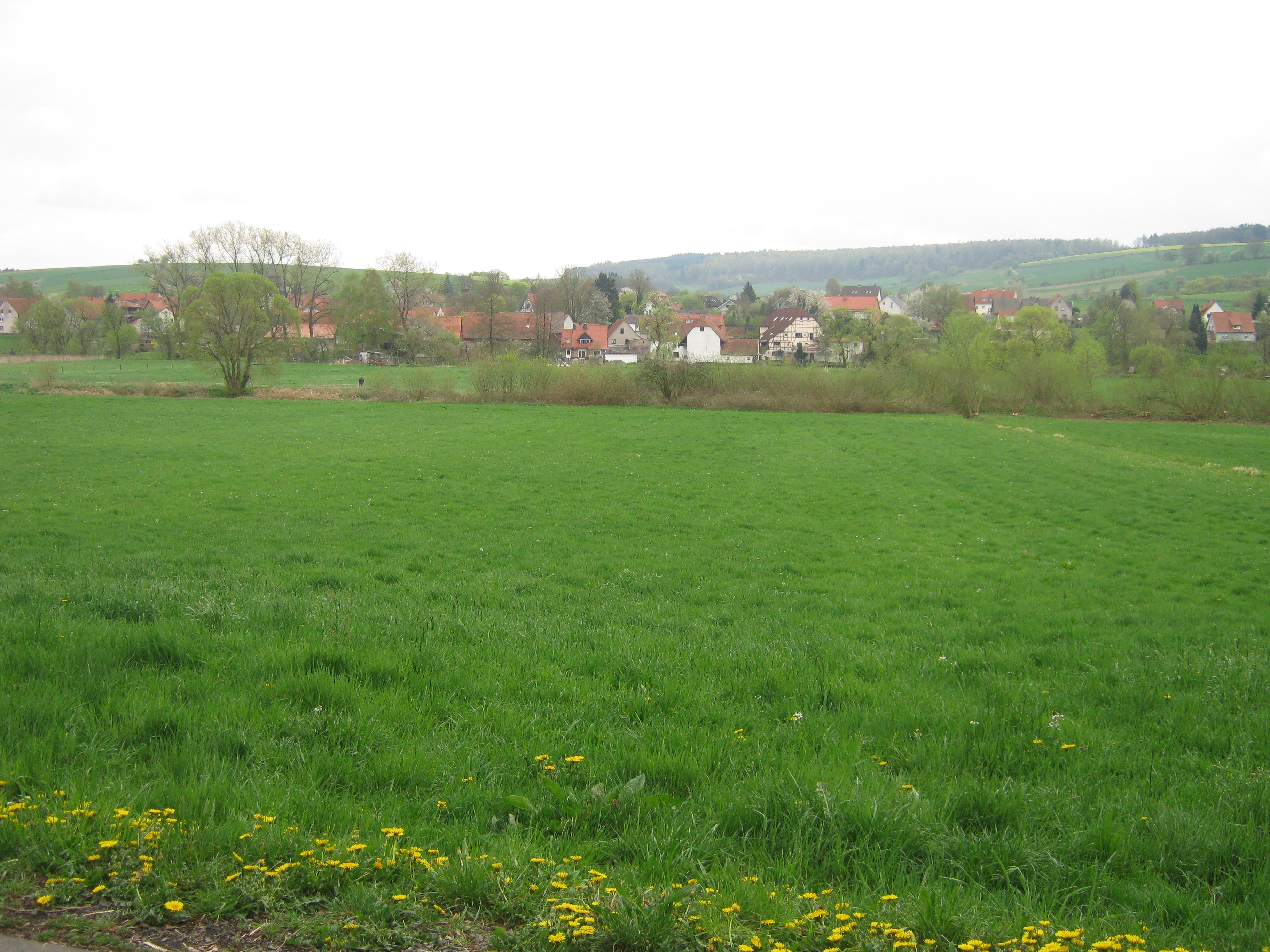
Frühere Bleichwiesen zwischen Bahnhof und Schwülme, im Bildhintergrund ist der Ortskern Vernawahlshausen zu sehen

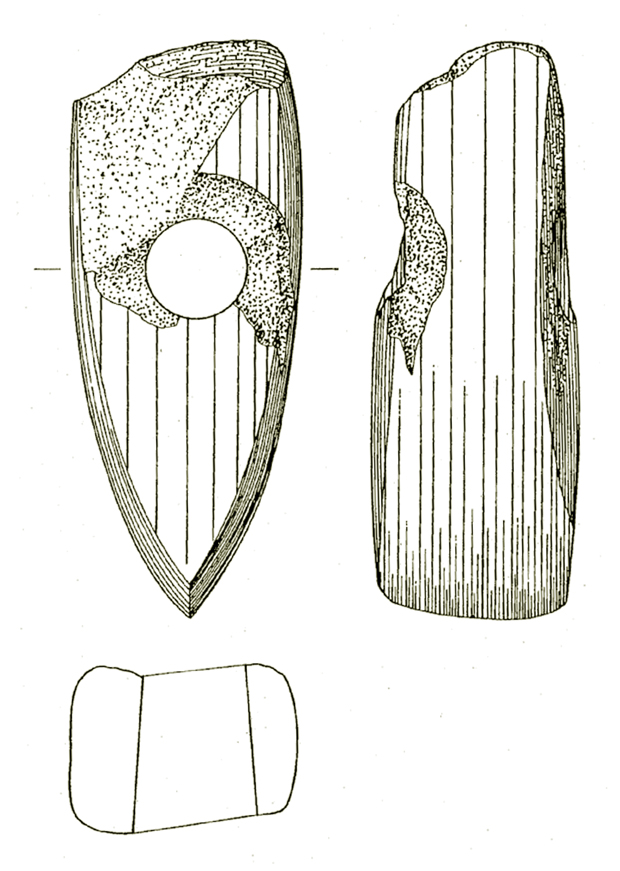
Zeichnung der Vernawahlshäuser Steinaxt

### Ortsgeschichte
Das „spätmöglichste Jahr als Datum der Ersterwähnung“ von Vernawahlshausen ist das Jahr 1233 – diese Erwähnung geht aus schriftlich aufgezeichneten Streitigkeiten um Ländereien der späteren Gemeinde Wahlsburg hervor. In den Aufzeichnungen wurde Vernawahlshausen als „Wahlshusen“ erwähnt. Der Name wurde später zur besseren Unterscheidung von Wahlshausen geändert. Da man weiter vom damaligen Regierungssitz entfernt angesiedelt war, kam das „Verna“ hinzu. Im 18. Jahrhundert war Vernawahlshausen als größte Leinenbleiche in Hessen bekannt.
Dass sich schon vorher Menschen in dieser Gegend aufgehalten haben, kann aus dem Fund eines vorgeschichtlichen Artefakts geschlossen werden: Knapp einen Kilometer nördlich der Dorfmitte fand, etwa 1978, ein Dorfbewohner auf einem Kartoffelacker einen durchbohrten Breitkeil. Die etwa zehn Zentimeter lange Axt stammt aus dem Mittelneolithikum (Rössener Kultur).
Im Vorfeld des Zweiten Weltkrieges existierte in Vernawahlshausen innerhalb und außerhalb der sozialdemokratischen Arbeiterschaft eine Art Widerstandsbewegung gegen die Politik von Hitlers Nationalsozialisten. Sie wurde von diesen nach 1933 gewaltsam unterdrückt. Am 19. April 1933 wurde der Bürgermeister Quentin durch den Hofgeismarer Landrat Hans Graack (NSDAP) abgesetzt und dem Zimmermann Theodor Henne kommissarisch übertragen. Später übernahm der NSDAP-Ortsgruppenleiter Eduard Blume das Amt des Bürgermeisters.
Im Deutschen Reich entstand in unmittelbarer Nähe, im Wald zwischen Vernawahlshausen und Lippoldsberg, eine Fabrik der Paraxol GmbH für das Sprengstoff-Vorprodukt Pentaerythrit. Das Werk wurde von 1937 bis 1941 erbaut und trug den Tarnnamen „Werk B“. Für die Errichtung waren bis zu 1.200 Arbeiter im Einsatz. Der Betrieb lag bis zum Spätsommer 1944 brach. Am 2. September 1944 nahm das Werk die Produktion auf, monatlich wurden dabei rund 320 Tonnen Pentaerythrit hergestellt, welches zirka ein Viertel der Gesamtproduktionsmenge im Deutschen Reich entsprach. Am 8. April 1945 erreichten US-Truppen Lippoldsberg und besetzten die Fabrik.
Infolge des Zweiten Weltkriegs gab es in Vernawahlshausen 84 Todesopfer.
Hessische Gebietsreform und Zusammenschluss mit Wahlsburg
Im Zuge der Gebietsreform in Hessen fusionierten zum 1. Februar 1971 die beiden bis dahin selbständigen Gemeinden Lippoldsberg und Vernawahlshausen freiwillig zur neuen Gemeinde Wahlsburg. Der Name entstammt der karolingischen Fliehburg, deren nahezu vollständig abgetragene Ruine zwischen beiden Ortsteilen liegt.
Am 28. Oktober 2018, parallel zur hessischen Landtagswahl, stimmte eine Mehrheit der Bürger von Wahlsburg im Rahmen eines Bürgerentscheids für die Fusion mit der Nachbargemeinde Oberweser zu einer neuen Gemeinde Wesertal. Die Bürger von Oberweser stimmten in einem parallel stattfindenden Bürgerentscheid ebenfalls für den Zusammenschluss. Die Fusion fand zum 1. Januar 2020 statt.
Der Ortsbezirk Vernawahlshausen blieb weiter bestehen.

### Verwaltungsgeschichte im Überblick
Die folgende Liste zeigt die Staaten und Verwaltungseinheiten, denen Vernawahlshausen angehört(e):
- bis 1567: Heiliges Römisches Reich, Landgrafschaft Hessen, Amt Sababurg
- 1567–1806 Heiliges Römisches Reich, Landgrafschaft Hessen-Kassel, Amt Sababurg
- ab 1806: Landgrafschaft Hessen-Kassel, Amt Sababurg
- ab 1807–1813: Königreich Westphalen, Departement der Fulda, Distrikt Kassel, Kanton Bodenfelde
- ab 1815: Kurfürstentum Hessen, Niederhessen, Amt Sababurg[13]
- ab 1821/22: Kurfürstentum Hessen, Provinz Niederhessen, kreis Hofgeismar[14][Anm. 2]
- ab 1848: Kurfürstentum Hessen, Bezirk Kassel
- ab 1851: Kurfürstentum Hessen, Provinz Niederhessen, Kreis Hofgeismar
- ab 1867: Königreich Preußen, Provinz Hessen-Nassau, Regierungsbezirk Kassel, Kreis Hofgeismar
- ab 1871: Deutsches Reich, Königreich Preußen, Provinz Hessen-Nassau, Regierungsbezirk Kassel, Kreis Hofgeismar
- ab 1918: Deutsches Reich, Freistaat Preußen, Provinz Hessen-Nassau, Regierungsbezirk Kassel, Kreis Hofgeismar
- ab 1944: Deutsches Reich, Freistaat Preußen, Provinz Kurhessen, Landkreis Hofgeismar
- ab 1945: Amerikanische Besatzungszone, Groß-Hessen, Regierungsbezirk Kassel, Landkreis Hofgeismar
- ab 1946: Amerikanische Besatzungszone, Hessen, Regierungsbezirk Kassel, Landkreis Hofgeismar
- ab 1949: Bundesrepublik Deutschland, Hessen, Regierungsbezirk Kassel, Landkreis Hofgeismar
- ab 1971: Bundesrepublik Deutschland, Land Hessen, Regierungsbezirk Kassel, Landkreis Hofgeismar, Gemeinde Wahlsburg[Anm. 3]
- ab 1972: Bundesrepublik Deutschland, Land Hessen, Regierungsbezirk Kassel, Landkreis Kassel, Gemeinde Wahlsburg
- ab 2020: Bundesrepublik Deutschland, Land Hessen, Regierungsbezirk Kassel, Landkreis Kassel, Gemeinde Wesertal[Anm. 4]

## Bevölkerung

### Einwohnerstruktur 2011
Nach den Erhebungen des Zensus 2011 lebten am Stichtag dem 9. Mai 2011 in Vernawahlshausen 738 Einwohner. Darunter waren 6 (0,8 %) Ausländer. Nach dem Lebensalter waren 135 Einwohner unter 18 Jahren, 264 zwischen 18 und 49, 162 zwischen 50 und 64 und 177 Einwohner waren älter. Die Einwohner lebten in 318 Haushalten. Davon waren 75 Singlehaushalte, 87 Paare ohne Kinder und 117 Paare mit Kindern, sowie 30 Alleinerziehende und 9 Wohngemeinschaften. In 54 Haushalten lebten ausschließlich Senioren und in 195 Haushaltungen lebten keine Senioren.

### Einwohnerentwicklung
- 1585: 49 Haushaltungen[1]
- 1747: 85 Haushaltungen[1]

| Vernawahlshausen: Einwohnerzahlen von 1834 bis 2020 | Vernawahlshausen: Einwohnerzahlen von 1834 bis 2020 | Vernawahlshausen: Einwohnerzahlen von 1834 bis 2020 | Vernawahlshausen: Einwohnerzahlen von 1834 bis 2020 | Vernawahlshausen: Einwohnerzahlen von 1834 bis 2020 |
| --- | --------------------------------------------------- | --------------------------------------------------- | --------------------------------------------------- | --------------------------------------------------- |
| Jahr |                                                     |                                                     |                                                     | Einwohner                                           |
| 1834 | 1834                                                |                                                     | 616                                                 | 616                                                 |
| 1840 | 1840                                                |                                                     | 597                                                 | 597                                                 |
| 1846 | 1846                                                |                                                     | 612                                                 | 612                                                 |
| 1852 | 1852                                                |                                                     | 595                                                 | 595                                                 |
| 1858 | 1858                                                |                                                     | 617                                                 | 617                                                 |
| 1864 | 1864                                                |                                                     | 694                                                 | 694                                                 |
| 1871 | 1871                                                |                                                     | 730                                                 | 730                                                 |
| 1875 | 1875                                                |                                                     | 697                                                 | 697                                                 |
| 1885 | 1885                                                |                                                     | 724                                                 | 724                                                 |
| 1895 | 1895                                                |                                                     | 741                                                 | 741                                                 |
| 1905 | 1905                                                |                                                     | 771                                                 | 771                                                 |
| 1910 | 1910                                                |                                                     | 756                                                 | 756                                                 |
| 1925 | 1925                                                |                                                     | 772                                                 | 772                                                 |
| 1939 | 1939                                                |                                                     | 1.233                                               | 1.233                                               |
| 1946 | 1946                                                |                                                     | 1.194                                               | 1.194                                               |
| 1950 | 1950                                                |                                                     | 1.087                                               | 1.087                                               |
| 1956 | 1956                                                |                                                     | 978                                                 | 978                                                 |
| 1961 | 1961                                                |                                                     | 1.007                                               | 1.007                                               |
| 1970 | 1970                                                |                                                     | 979                                                 | 979                                                 |
| 1980 | 1980                                                |                                                     | ?                                                   | ?                                                   |
| 1990 | 1990                                                |                                                     | ?                                                   | ?                                                   |
| 2000 | 2000                                                |                                                     | ?                                                   | ?                                                   |
| 2011 | 2011                                                |                                                     | 738                                                 | 738                                                 |
| 2020 | 2020                                                |                                                     | 696                                                 | 696                                                 |
| Datenquelle: Historisches Gemeindeverzeichnis für Hessen: Die Bevölkerung der Gemeinden 1834 bis 1967. Wiesbaden: Hessisches Statistisches Landesamt, 1968. Weitere Quellen: LAGIS; Zensus 2011; Gemeinde Wesertal |                                                     |                                                     |                                                     |                                                     |

### Historische Religionszugehörigkeit
| • 1961: | 836 evangelische (= 85,48 %), 141 katholische (= 14,42 %) Einwohner |

## Politik
Für Vernawahlshausen besteht ein Ortsbezirk (Gebiete der ehemaligen Gemeinde Vernawahlshausen) mit Ortsbeirat und Ortsvorsteher nach der Hessischen Gemeindeordnung. Der Ortsbeirat besteht aus sieben Mitgliedern. Bei den Kommunalwahlen in Hessen 2021 wurden gewählt: fünf Mitglieder der SPD und zwei Mitglieder der „Freien Wählergemeinschat Vernawahlshausen“. Der Ortsbeirat wählte Iris Helling-Kuttler (SPD) zur Ortsvorsteherin.

## Kultur und Sehenswürdigkeiten

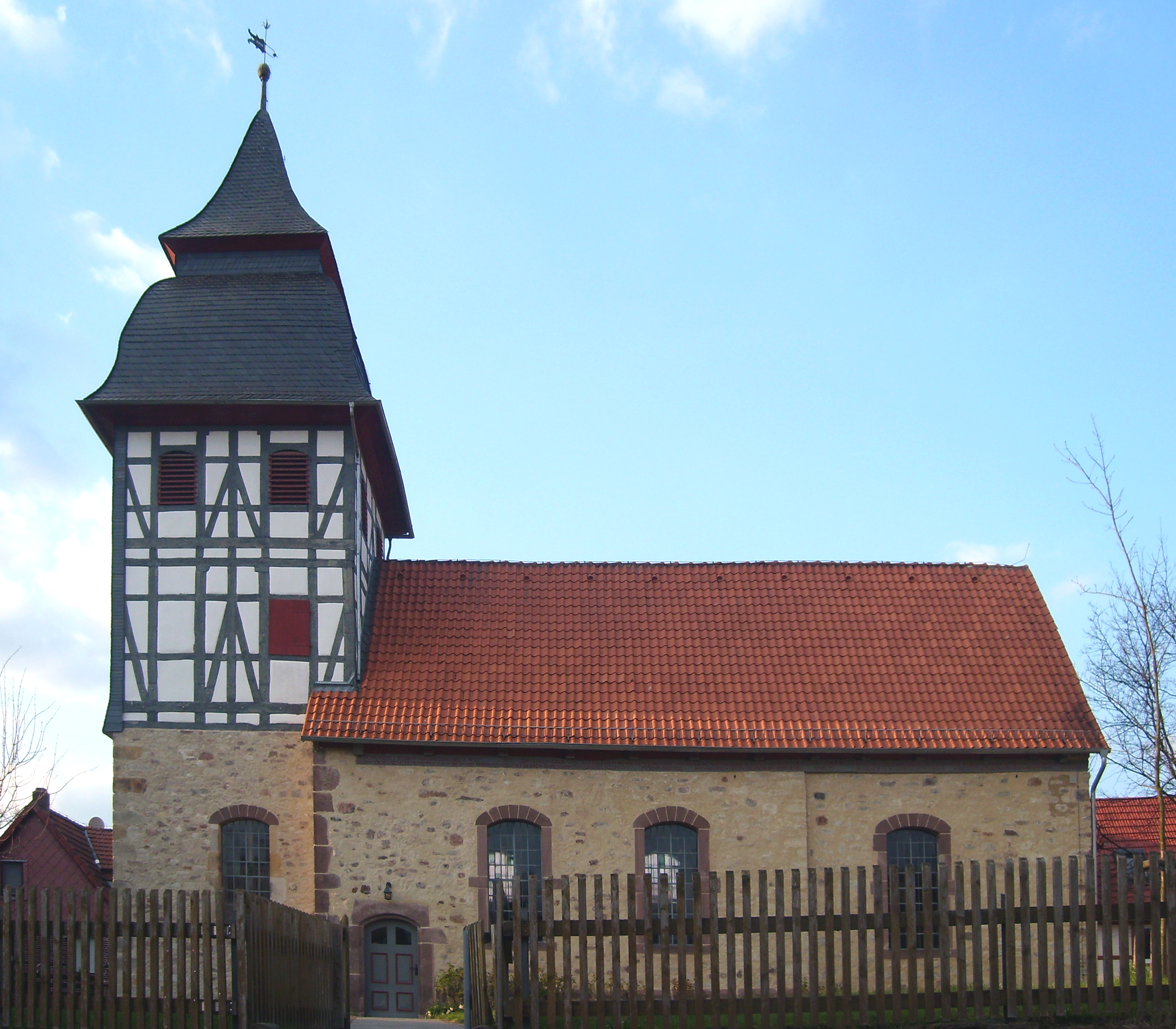
St.-Margarethen-Kirche im Zentrum von Vernawahlshausen

Historischer Grenzstein westlich von Vernawahlshausen

Ältestes in Vernawahlshausen erhaltenes Gebäude ist die St. Margarethenkirche im Zentrum des Dorfes. Ihr teilweise romanischer Baustil deutet darauf hin, dass die Kirche vor der ersten urkundlichen Erwähnung des Ortes erbaut wurde. Als ältester Teil der Kirche gilt in den Aufzeichnungen der Kirchengemeinde der quadratische Chor- oder Altarraum. Es wird vermutet, dass er um 1100 als romanischer Chor mit einem Kreuzkuppengewölbe gebaut wurde. Der Überlieferung zufolge gab es einen noch älteren Vorgängerbau, eine im 10. Jahrhundert von Mönchen aus dem Kloster Corvey errichtete Kapelle, die der Heiligen Margareta von Antiochia geweiht war.
Patrone der Kirche waren bis 1293 die Herzöge von Braunschweig. Durch einen Gebietsaustausch kam das Patronat über die Kapelle danach zum Kloster Lippoldsberg.
Im Altarraum der Kirche wurden 1955 bei Sanierungsarbeiten mittelalterliche Fresken entdeckt. In der Fachliteratur werden sie von „romanisch bis spätgotisch“ eingestuft.
Am Radweg zwischen Vernawahlshausen und Lippoldsberg überschreitet dieser die alte Grenze zwischen dem Kurfürstentum Hessen und dem Königreich Hannover, dieses ist durch einen historischen Grenzstein markiert.
Sehenswürdigkeiten wie beispielsweise die Burgen und Burgruinen der Bram-, Kruken-, Saba- und Trendelburg sowie die historischen Ortskerne von Hann. Münden und Uslar befinden sich in der Nähe. Durch Vernawahlshausen führen die von Uslar kommenden Touristik-Routen Deutsche Märchenstraße und die Straße der Weserrenaissance.

## Wirtschaft und Infrastruktur

### Straßenverkehr
Nur wenige hundert Meter nördlich von Vernawahlshausen verläuft die Kreisstraße 449 von Uslar nach Bodenfelde, über die Abschnitte der touristischen Routen der Deutschen Fachwerkstraße, der Deutschen Märchenstraße und der Straße der Weserrenaissance führen. Durch Uslar und das Tal der Weser verlaufen die Bundesstraßen 241 und 80. Die nächsten Autobahnabfahrten gibt es bei Warburg und Breuna an der A 44 sowie an der A7 von Norden kommend Göttingen, Nörten-Hardenberg und Northeim  bzw. von Süden (aus Richtung Kassel) kommend Staufenberg bei Hann.Münden.

### Schienenverkehr

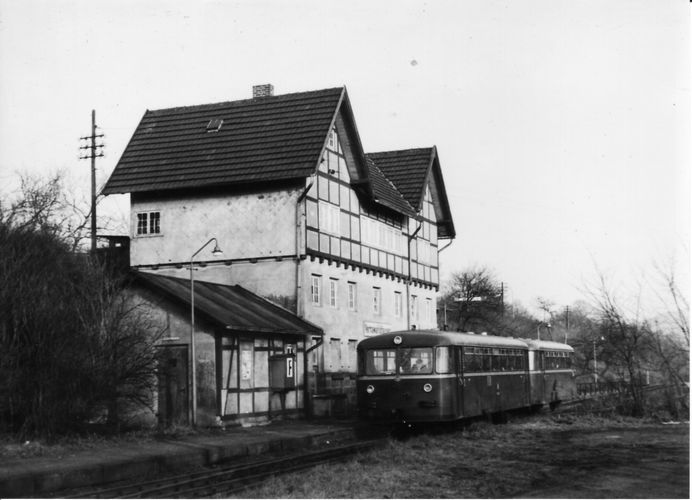
Der alte Bahnhof von Vernawahlshausen, unterer Bahnsteig

Der Bahnhof im Norden des Ortes an der Sollingbahn und der Bahnstrecke Göttingen–Bodenfelde wurde zu einem eingleisigen Haltepunkt der Kategorie 7 herabgestuft. Heute halten hier nur Züge zwischen Ottbergen und Göttingen („Oberweserbahn“). Dieser Verkehr wird seit Dezember 2013 durch die NordWestBahn ausgeführt. Das Empfangsgebäude ist zum Jahreswechsel 1971/72 abgerissen worden. Es verband über eine Treppe die Bahnstrecke Göttingen–Bodenfelde mit der höher gelegenen Sollingbahn. Somit konnte schon in Vernawahlshausen umgestiegen werden. Heute ist dies erst im benachbarten Bodenfelde möglich. Wie in Bad Karlshafen wird hier kurz hessisches Gebiet befahren.
Eine weitere Regionalstation in der Nähe von Vernawahlshausen befindet sich in Uslar an der Sollingbahn; der Bahnhof Göttingen ist nächster Halt von IC-/ICE-Zügen. Die Linie 194 fährt von Gieselwerder über Oedelsheim, Heisebeck, Arenborn, Vernawahlshausen und Lippoldsberg nach Bodenfelde. 

### Tourismus
In dem ländlich geprägten Ort spielt der Agrarsektor wirtschaftlich kaum noch eine Rolle. Industriebetriebe sind nicht mehr vorhanden. In der Umgebung von Vernawahlshausen gibt es zahlreiche Wandermöglichkeiten im Bramwald, Kiffing, Reinhardswald und im Solling, unter anderem der Eco Pfad Kulturgeschichte Wahlsburg. Begleitend zum gut ausgeschilderten Eco Pfad finden sich im Ort zahlreiche Informationstafeln, z. B. zur Kirche oder zu den Bleichwiesen am Bahnhof.
Durch den Ort führt außerdem der Radweg an der Schwülme. Er stellt die für Radfahrer steigungsärmste Verbindung vom Wesertal bei Lippoldsberg (wo die Schwülme in die Weser mündet) über Lenglern ins Leinetal bei Göttingen dar und führt zumeist auf straßenfernen Radwegen an der Bahnlinie entlang.